# AN/AAQ-33

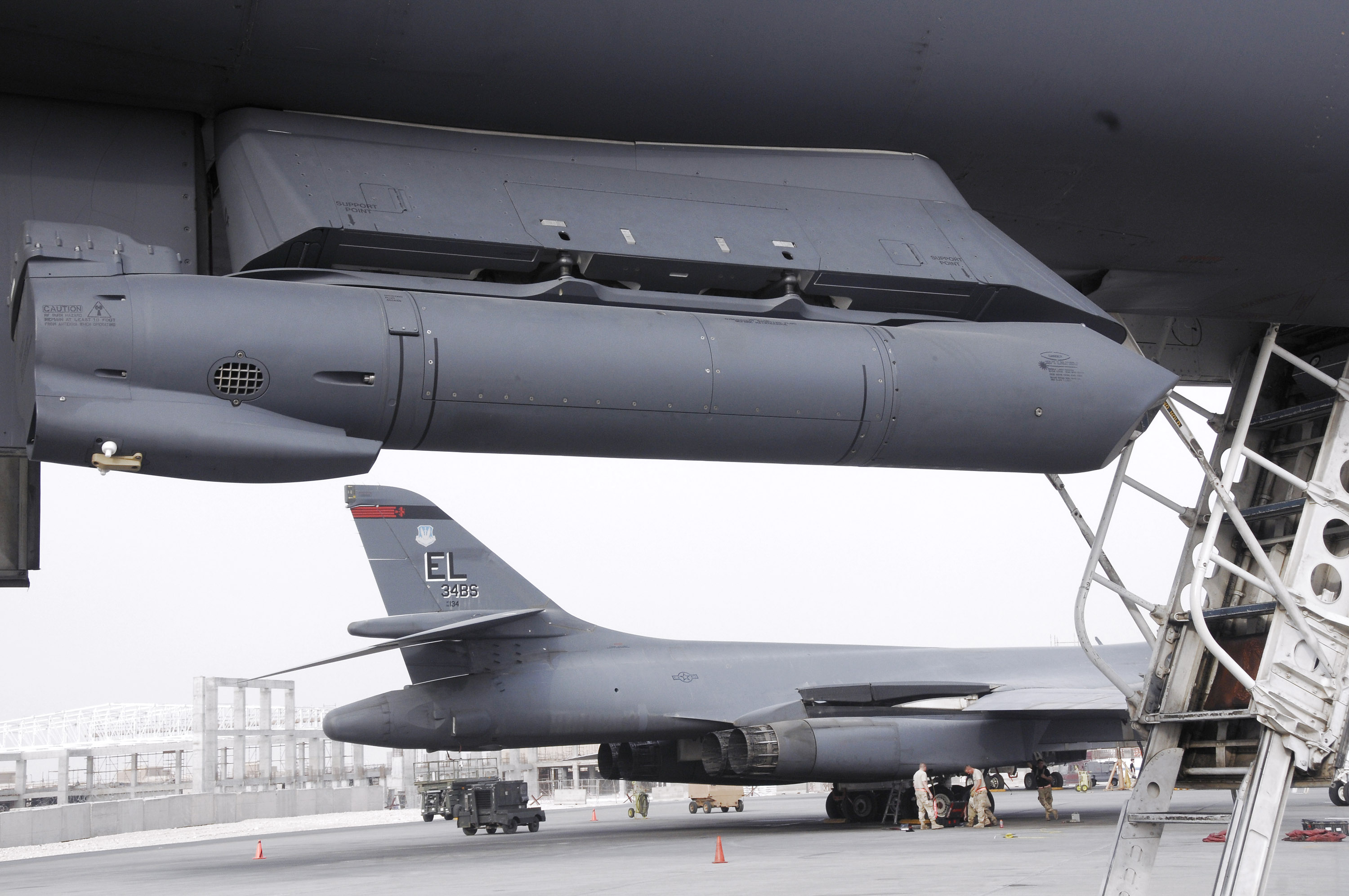
B-1Bに搭載されたスナイパーポッド

AN/AAQ-33は、ロッキード・マーティンが、LANTIRN システムのAN/AAQ-14の後継として開発した照準ポッドである。愛称はスナイパー。輸出仕様の名称はパンテーラ。

## 特徴

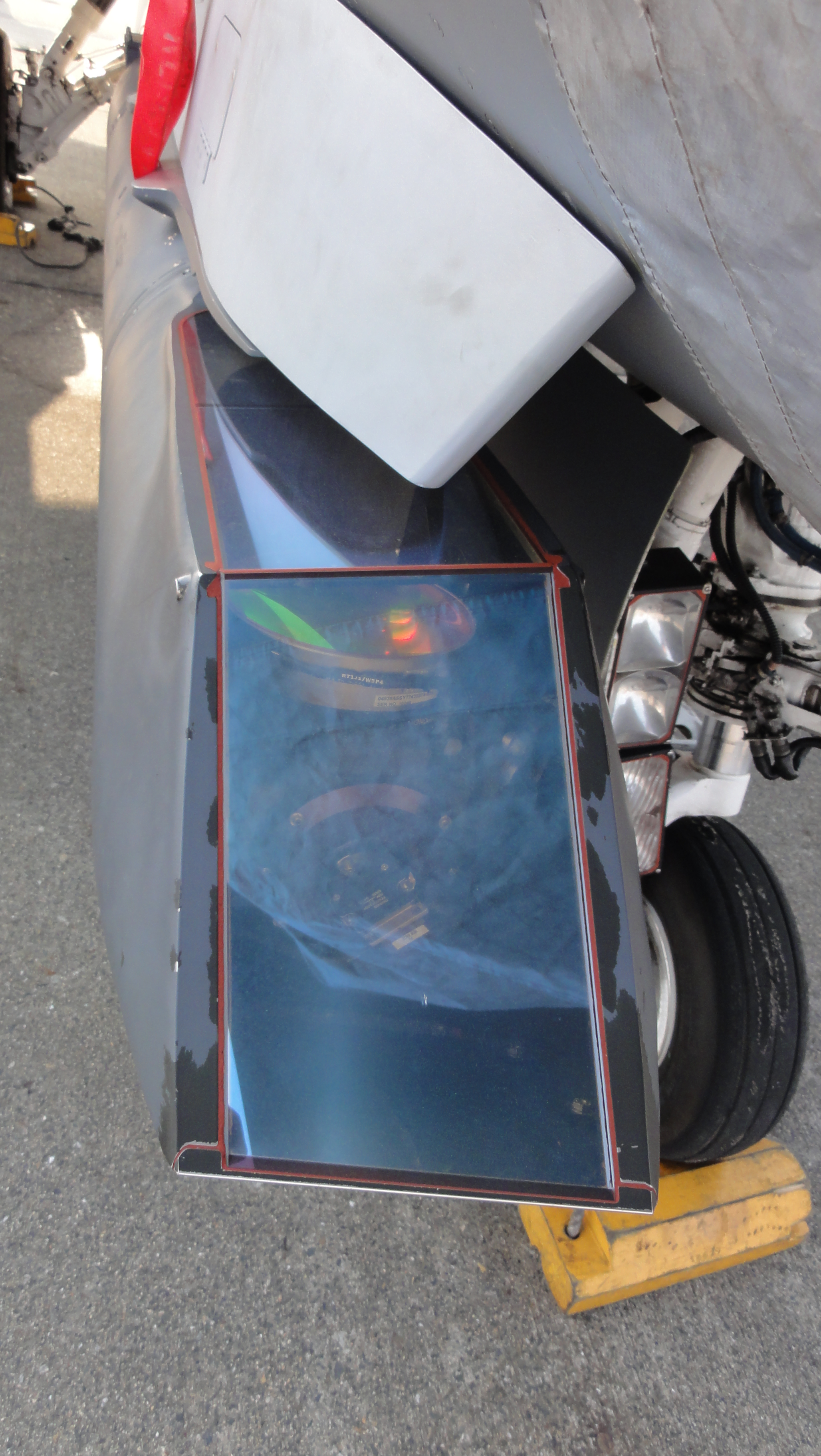
センサー部分

FLIR、デュアルモードレーザー、レーザー目標追跡装置および指示装置、レーザー測量機、CCDイメージセンサ、映像データリンクの機能を備えており、レーザー誘導兵器の運用に加えてGPS誘導兵器に座標を送信することも可能である。くさび形の先端部はサファイアガラスの窓を有し、その中に収められたセンサーには左右の回転方向は無制限、前後方向は5度から-155度までの自由度が与えられている。ロッキード・マーティンは、空対空用途に用いることも可能としており、受動式の探知および追尾やレーザースポット追跡に対応している。また、ROVERデータリンクを搭載しており、地上部隊などに画像や映像の送信が可能である。
メンテナンス性も改善され、自己診断機能やLRUにより、約20分程度で整備が可能となっている。
本機は、2001年にアメリカ空軍の先進照準ポッド（英：Advanced Targeting Pod）に選定され、現在では、F-16、F-15E、B-1B、B-52H、A-10Cなど、多くのアメリカ空軍の機体に装備されている。輸出も行われ、多くの国の戦闘機にも装備されている。機体側がLANTIRNのフル機能に対応しており自動操縦による低空飛行など地形追従レーダーの機能を必要とする場合は、LANTIRNの航法ポッドであるAN/AAQ-13と組み合わせて装備される。
F-35に内蔵される電気光学照準装置（EOTS）であるAN/AAQ-40は、AN/AAQ-33の派生型であり、幾つかのコンポーネントを共有している。

## 改良
2010年、CMDL(Compact Multi-band Data Link)の搭載が行われて従来のビデオデータリンク機能が拡張され、より繊細な画像や映像のデジタル送信が可能となった。また、同年には先進照準ポッド強化計画（ATP-SE：Advanced Targeting Pod – Sensor Enhancement）に選定された。スナイパーATP-SEでは、センサーおよびプロセッサが強化され、NTISR（英:Nontraditional Intelligence Surveillance and Reconnaissance）モードが自動化されるなどの改良が行われている。
スナイパーATP-SEは、2013年1月に本生産が開始され、2014年3月17日にIOC（初期作戦能力）を獲得した。

## 対応機種
- A-10C
- B-1B
- B-52
- CF-18
- F-2

2013年8月に、ライトニングとの比較検討の上で本機が選定されている。
- F-15

空軍州兵が本ポッドを搭載して、小型航空機の追跡に使用している。
- F-15E
- F-16
- トーネード IDS

ロッキードマーチンUK、BAE システムズ、SELEX ガリレオのチームが2008年2月19日に実証に成功した。
- ハリアー GR.9

2007年2月に選択され、2009年に展開が完了した。
- ユーロファイター タイフーン

2016年9月28日にクウェート空軍の機体に統合する契約が結ばれた。
- ラファール

2018年6月にカタール空軍が装備するポッドとして選択、飛行試験を実施中で2019年に配備開始予定。
- ミラージュ2000-9

2020年2月にアラブ首長国連邦空軍が装備するミラージュ2000に装備する契約を締結。
- FA-50

## 採用国
アメリカ合衆国
アメリカ空軍
 インドネシア
インドネシア空軍
 エジプト
エジプト空軍
 アラブ首長国連邦
アラブ首長国連邦空軍
 オマーン
オマーン空軍
 カナダ
カナダ空軍
 カタール
カタール空軍
 韓国
大韓民国空軍
 日本
航空自衛隊
 サウジアラビア
サウジアラビア空軍
 シンガポール
シンガポール空軍
 タイ
タイ王国空軍）
 台湾
中華民国空軍
 トルコ
トルコ空軍
 ノルウェー
ノルウェー空軍
 ベルギー
ベルギー空軍
 パキスタン
パキスタン空軍
 バーレーン
バーレーン空軍
 ポーランド
ポーランド空軍
 モロッコ
モロッコ空軍
 ヨルダン
ヨルダン空軍
 ルーマニア
ルーマニア空軍

## 仕様
ロッキード・マーティン公式より
- 全長：252cm
- 直径：30.5cm
- 重量：202kg
- FLIR解像度：640x512ピクセル[21]
- MABF：600時間
- 配備日時：2005年1月[1]